# 贵池县
贵池县，中国旧县名，始建制于五代，即为今天安徽省池州市贵池区。

## 历史沿革
- 五代十国杨吴顺义六年（926年），秋浦县改名贵池县（今安徽省池州市贵池区）。
- 宋朝时，属江南東路池州。
- 元朝至元十四年（1277年）属池州路。
- 明朝时，最初属池州路，洪武元年(1368年)，属九华府，后复属池州府。
- 清朝时，置池州府，隶属安徽省。
- 民国初年沿用清制。民国二年（1913年）1月8日，贵池县直隶安徽省。民国3年（1914年）隶属芜湖道。民国21年初（1933年）再次直隶安徽省。民国21年10月至民国37年（1949年），贵池县属于安徽省第八行政督察区。
- 1949年先后隶属池州专区、安庆专区、池州地区、安庆地区。
- 1988年8月17日，贵池市成立，为县级市，为新设立的池州地区行政公署驻地。
- 2000年6月25日，池州地区及贵池市撤消，同时设立地级池州市。新设立的贵池区为池州市中心所在。

## 英文名稱
贵池县的英文名稱曾經使用威妥玛拼音Kwei Chi'h，中國共產黨執政後改為Guichi。

## 區劃代碼
1988年7月，中華民國行政院主計處（今主計總處）制定公布《中華民國各省（市）縣（市）行政區域代碼》，其中贵池县的代碼為03033。2005年10月，《中華民國各省（市）縣（市）行政區域代碼》停止適用。